# Artabotrys venustus
Artabotrys venustus är en kirimojaväxtart som beskrevs av George King. Artabotrys venustus ingår i släktet Artabotrys och familjen kirimojaväxter. Inga underarter finns listade i Catalogue of Life.